# 桑德萊克 (密歇根州)
桑德萊克（英語：Sand Lake）是位於美國密歇根州肯特縣納爾遜鎮區的一個村。

## 人口
根據2020年美國人口普查的數據，桑德萊克的面積為1.92平方千米，當中陸地面積為1.84平方千米，而水域面積為0.08平方千米。當地共有人口522人，而人口密度為每平方千米271人。